# Universitat Bacha Khan
La Universitat Bacha Khan (urdú: باچا خان یونیورسٹی; paixtu: باچا خان پوهنتون) és una universitat pública del Pakistan situada a la ciutat de Charsadda, a Khyber Pakhtunkhwa. Pren el nom de l'activista per la pau Abdul Ghaffar Khan, conegut com a Bacha Khan.

## Atemptat de 2016
El 20 de gener de 2016 la universitat patí un atac terrorista talibà que deixà almenys 30 morts i 50 ferits hospitalitzats.